# Serica perigonia
Serica perigonia är en skalbaggsart som beskrevs av Dawson 1920. Serica perigonia ingår i släktet Serica och familjen Melolonthidae. Utöver nominatformen finns också underarten S. p. eremicola.